# دارنيل سيتشو
دارنيل سيتشو (بالفرنسية: Darnel Situ)‏ (مواليد 18 مارس 1992 في روان - فرنسا) لاعب كرة قدم فرنسي يلعب حاليا لصالح نادي الدرجة الأولى لنس الفرنسي منذ 2003 في مركز قلب الدفاع .

## روابط خارجية
- دارنيل سيتشو على موقع رابطة كرة القدم الفرنسية للمحترفين (الإنجليزية)
- دارنيل سيتشو على موقع قاعدة بيانات كرة القدم.إي يو (الإنجليزية)
- دارنيل سيتشو على موقع Soccerbase.com (لاعب) (الإنجليزية)
- دارنيل سيتشو على موقع AS.com (الإسبانية)